# NGC 3915
NGC 3915 este o galaxie lenticulară situată în constelația Fecioara. A fost descoperită în 24 aprilie 1784 de către William Herschel. Se află la o distanță de 23,99 de megaparseci de Pământ.